# Wilbrecht
Die Familie Wilbrecht war eine wohlhabende Münchner Patrizierfamilie.

## Geschichte
Die Familie erscheint erstmals ca. 1239/42 urkundlich in München. 1318 ist erstmals ein Perchtolt Wilbrecht in der Verwaltung Münchens nachweisbar, Mitglieder der Familie saßen lange im Inneren Rat der Stadt, dem höchsten Bürgergremium. Ein Hans Wilbrecht erhielt 1419 die Veste Pasenbach in der heutigen Gemeinde Vierkirchen (Oberbayern) im Landkreis Dachau zu Lehen. Die Wilbrecht starben 1526/48 im Mannesstamm aus.